# María Solar Núñez
María Solar Núñez (Santiago de Compostel·la, 25 de desembre de 1970) és periodista a la televisió gallega i escriptora de literatura infantil i juvenil. Els seus llibres han estat traduïts a diferents idiomes i han rebut nombrosos premis.

## Biografia
És llicenciada en Biologia i Periodisme, diplomada en Magisteri i especialista en informació ecològica i mediambiental. Treballa a la Televisió de Galícia (TVG), on ha presentat diversos espais de tots els gèneres. Durant vuit anys, ha dirigit i presentat el magazín de la vesprada As Tardes da Galega i el programa de llibres Chamando á Terra, ambdós a Radio Galega.
Com a escriptora, s'ha dirigit especialment a públic infantil i juvenil. La seua obra, escrita originalment en gallec, ha estat traduïda al castellà, al català, al polonès, al portuguès i al filipí.
Amb la novel·la infantil O meu pesadelo favorito (El meu malson favorit) va guanyar el Premi Lazarillo de creació literària en 2014 i el premi al millor llibre infantil i juvenil de la Gala do Libro Galego. A més, va ser inclòs en la llista White Ravens de la Internationale Jugendbibliotheken de Múnic, que selecciona anualment els millors llibres infantils del món, i va ser el Llibre de l'any de la revista Fervenzas Literarias.
Des de 2018 coordina els programes de cultura de la CRTVG. A més, és membre del Comitè Consultiu de la Facultat de Biologia de la Universitat de Santiago de Compostel·la.

## Obra
Aquesta és l'obra completa de Maria Solar Núñez:

### Novel·la
- As horas roubadas (Xerais, 2016).[9]

### Narrativa infantil i juvenil
- O tempo do revés (Baía, 2008)
- Boa sorte (Baía, 2008)
- O fillo do Pintamonas (Tambre, 2009)
- Vou ter un irmán!!! (Galaxia, 2011), versió valenciana de Josep Franco: Tindré un germanet! (Bromera, 2016), versió catalana de Josep Franco: Tindré un germanet! (Animallibres 2016).
- As meigas de Lupa (Xerais, 2012).
- A verdadeira historia da mosca da tele (Galaxia, 2012), versió valenciana: La història autèntica de la mosca de la tele (Andana, 2016).
- O meu pesadelo favorito (Galaxia, 2015), versió valenciana de Josep Franco: El meu malson favorit (Bromera, 2015).
- Teño uns pés perfectos (Kalandraka, 2015), versió catalana: Tinc uns peus perfectes (Kalandraka, 2017).
- Os nenos da varíola (Galaxia, 2017), versió valenciana de Josep Franco: L'expedició del doctor Balmis (Bromera, 2017).
- Quokka Moka (Xerais, 2019), versió catalana de Joan Bustos: La Quokka Moka (Animallibres, 2019).

### Assaig i divulgació
- Ecoloxía na aula (Lea, 1997)
- O libro do noso mar (Lea, 1999)

## Premis i reconeixements
- Premi Lazarillo 2014[10] per O meu pesadelo favorito (El meu malson favorit).
- Finalista en el Premi Protagonista Jove del CLIJCAT 2018 per L'expedició del doctor Balmis.[11]